# Volver a la vida
 Volver a la vida es una película en blanco y negro de Argentina dirigida por Carlos Borcosque que se estrenó el 12 de enero de 1951 y que tuvo como protagonistas a Amedeo Nazzari, Malisa Zini, Juan Carlos Barbieri y Golde Flami.

## Sinopsis
Un marino italiano, excombatiente de la Segunda Guerra Mundial trata de rehacer su vida en la Argentina.

## Reparto
- Amedeo Nazzari
- Malisa Zini
- Juan Carlos Barbieri
- Golde Flami
- Felisa Mary
- María Esther Buschiazzo
- Lalo Maura
- Raúl Miller
- Yuki Nambá
- Ada Cornaro
- Rafael Salvatore
- Enrique Abeledo
- Nino Persello
- Cirilo Etulain
- A. Fidel Britos
- Carlos Borcosque (hijo)

## Comentario
Manrupe y Portela escriben sobre la película:

”Filme de postguerra con protagonista italiano, claras intenciones de presentar a la Argentina como tierra de paz, y sobreabundancia de propaganda pro-peronista.”